# 克勒沟镇
克勒沟镇是中华人民共和国河北省承德市围场满族蒙古族自治县下辖的一个行政建制镇。

## 行政区划
克勒沟镇下辖以下地区：
克勒沟村、大苇子沟村、元宝洼村、石人沟村、头道梁村、围字村、小苇子沟村、七座塔村、毛大坝村和高家店村。